# Сплав Гейслера

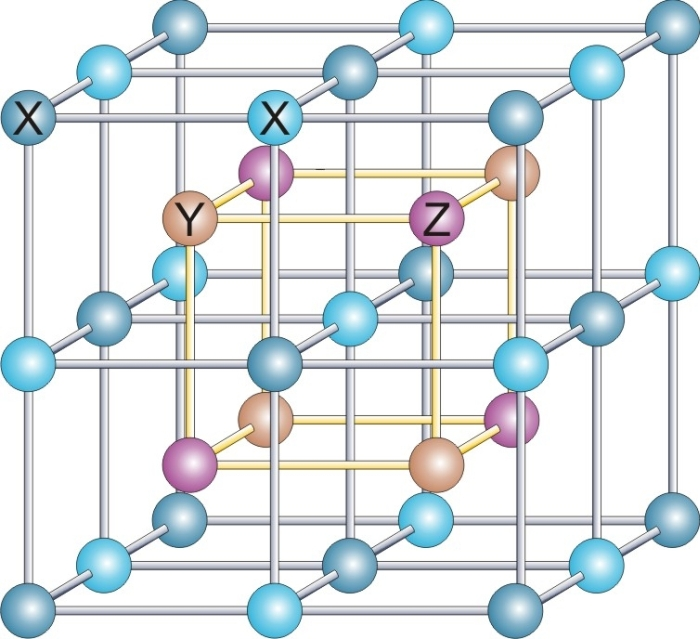
У повному сплаві Гейслера з формулою X_{2}YZ (наприклад Co_{2}MnSi)
дві підґратки займають атоми X (структура L21), У напів-геслеровому сплаві XYZ одна з ГЦК підґраток незайнята (структура C1b).

Сплав Гейслера — сплав металів, характерною особливістю якого є існування феромагнітної фази Гейслера. Для деяких з цих сплавів властивий ефект пам'яті форми - вони змінюють розміри в магнітному полі. Цей клас сплавів досліджував у 1903 році німецький металург Фрідріх Гейслер.  
Зазвичай сплави Гейслера містять атоми Мангану. Хоча сам метал манган не феромагнітний (дивіться Крива Бете-Слейтера), у сплавах його електрони взаємодіють між собою через електрони провідності, що призводить до особливого типу обмінної взаємодії, яка сприяє упорядкуванню спінів.

## Список сплавів Гейслера
- Cu2MnAl, Cu2MnIn, Cu2MnSn,
- Ni2MnAl, Ni2MnIn, Ni2MnSn, Ni2MnSb, Ni2MnGa
- Co2MnAl, Co2MnSi, Co2MnGa, Co2MnGe
- Pd2MnAl, Pd2MnIn, Pd2MnSn, Pd2MnSb
- Co2FeSi, Co2FeAl
- Fe2VAl
- Mn2VGa, Co2FeGe [4][5]

## Виноски
1. ↑  Heusler F. (1903). Über magnetische Manganlegierungen. Verhandlungen der Deutschen Physikalischen Gesellschaft (German) . 5: 219.
2. ↑  Knowlton A.A. and Clifford O.C. (1912). The Heusler alloys. Trans. Faraday Soc. 8: 195—206. doi:10.1039/TF9120800195.
3. ↑  Bozorth, Richard M. (1993). Ferromagnetism. Wiley-VCH. с. 201. ISBN 0-7803-1032-2.
4. ↑  . doi:10.1016/j.jmmm.2008.003. {{cite journal}}: Пропущений або порожній |title= (довідка)
5. ↑  Kumar, K. Ramesh; Bharathi, K. Kamala; Chelvane, J. Arout; Venkatesh, S.; Markandeyulu, G.; Harishkumar, N. (2009). First-Principles Calculation and Experimental Investigations on Full-Heusler Alloy Co2FeGe. IEEE Transactions on Magnetics. 45 (10): 3997. Bibcode:2009ITM....45.3997K. doi:10.1109/TMAG.2009.2022748.